# Liste der Baudenkmäler in Bönen
Die Liste der Baudenkmäler in Bönen enthält die denkmalgeschützten Bauwerke auf dem Gebiet der Gemeinde Bönen im Kreis Unna in Nordrhein-Westfalen (Stand: Februar 2021). Diese Baudenkmäler sind in der Denkmalliste der Gemeinde Bönen eingetragen; Grundlage für die Aufnahme ist das Denkmalschutzgesetz Nordrhein-Westfalen (DSchG NRW).

## Denkmäler
| Bild | Bezeichnung | Lage                                                | Beschreibung | Bauzeit                           | Eingetragen seit | Denkmal- nummer |
| --- | --- | --------------------------------------------------- | ------------ | --------------------------------- | ---------------- | --------------- |
| BW | Hofanlage von Bürck                                                                                                 | Sinnerstraße 4 Karte                                |              | 1861                              | 08.12.1986       | 1               |
| weitere Bilder | Turmwindmühle | Bahnhofstraße 235 Karte                             |              | 1860                              | 17.12.1986       | 2               |
| BW | Kriegerdenkmal zum Ersten und Zweiten Weltkrieg                                                                     | Marktplatz Karte                                    |              | 1925                              | 17.12.1986       | 3               |
| | Kriegerdenkmal | Denkmalsplatz                                       |              | 1920                              | 17.12.1986       | 4               |
| BW | Kriegerdenkmal zum Ersten und Zweiten Weltkrieg                                                                     | Lindenplatz Karte                                   |              | um 1920/1925                      | 17.12.1986       | 5               |
| weitere Bilder | Evangelische Pfarrkirche (Alte Kirche)                                                                              | Kirchplatz 1 Karte                                  |              | 12. Jh.                           | 17.12.1986       | 6               |
| weitere Bilder | Hofanlage „Auf dem Grevinghof“                                                                                      | Weetfelder Straße 31 Karte                          |              | 1742                              | 12.01.1987       | 7               |
| weitere Bilder | Haus Brüggen | Kamener Straße 12 Karte                             |              | 1582                              | 14.01.1987       | 8               |
| Haus Bögge | Haus Bögge | Schmerhöfeler Weg 1 Karte                           |              | 1871                              | 14.01.1987       | 9               |
| weitere Bilder | Gasthaus „Middendorf“                                                                                               | Bahnhofstraße 32 Karte                              |              | ca. 1890/1900                     | 15.01.1987       | 10              |
| weitere Bilder | Gasthaus „Zum Adler“                                                                                                | Bahnhofstraße 45 Karte                              |              | 1904                              | 15.01.1987       | 11              |
| weitere Bilder | Wohn- und Geschäftshaus                                                                                             | Bahnhofstraße 60–62 Karte                           |              | 1900                              | 19.01.1987       | 12              |
| BW | Wohn- und Wirtschaftshof                                                                                            | Hammer Straße 17 Karte                              |              | 1880–1881                         | 19.01.1987       | 13              |
| weitere Bilder | Wohn- und Gasthaus „Ratsschänke“                                                                                    | Bahnhofstraße 64 Karte                              |              | ca. 1890/1900                     | 20.01.1987       | 14              |
| BW | Wohn- und Gasthaus                                                                                                  | Kirchplatz 12 Karte                                 |              | 19. Jh.                           | 20.01.1987       | 15              |
| BW | Wohnhaus | Kirchplatz 8 Karte                                  |              | 18. Jh.                           | 20.01.1987       | 16              |
| BW | Wohnhaus | Kirchplatz 11 Karte                                 |              | 19. Jh.                           | 20.01.1987       | 17              |
| weitere Bilder | Evangelische Kirche                                                                                                 | Flierich Fliericher Kirchplatz 9 Karte              |              | Ende des 12. Jh.                  | 20.01.1987       | 18              |
| BW | Wohnhaus | Flierich Fliericher Kirchplatz 3 Karte              |              | nach 1851                         | 21.01.1987       | 19              |
| BW | Wohnhaus | Flierich Fliericher Kirchplatz 4 Karte              |              | nach 1851                         | 21.01.1987       | 20              |
| BW | Wohn- und Geschäftshaus                                                                                             | Bahnhofstraße 101 Karte                             |              | um 1890/1900                      | 21.01.1987       | 21              |
| weitere Bilder | Hof und Speicher | Schwarzer Weg 87 Karte                              |              | Mitte des 19. Jh.                 | 21.01.1987       | 22              |
| weitere Bilder | Hof | Schwarzer Weg 98 Karte                              |              | 1822                              | 21.01.1987       | 23              |
| BW | Wohnhaus | Flierich Fliericher Kirchplatz 10 Karte             |              | Ende des 18. Jh.                  | 27.01.1987       | 24              |
| BW | Wohnhaus | Flierich Fliericher Kirchplatz 5 Karte              |              | 1851                              | 27.01.1987       | 25              |
| BW | Scheune | Kamener Straße 28a Karte                            |              | 1754                              | 27.01.1987       | 26              |
| weitere Bilder | Wohnhaus | Flierich Kamener Straße 38 Karte                    |              | 1796                              | 27.01.1987       | 27              |
| BW | Hofanlage | Höfener Straße 3 Karte                              |              | 1829                              | 27.01.1987       | 28              |
| BW | Wohnhaus | Kirchplatz 2 Karte                                  |              | 18. Jh.                           | 09.11.1987       | 32              |
| BW | Wohnhaus | Fröndenberger Straße 8 Karte                        |              | 1834                              | 08.12.1987       | 33              |
| BW | Wohnhaus | Kirchplatz 9 Karte                                  |              | Ende des 18. Jh.                  | 14.09.1988       | 34              |
| BW | Wohnhaus | Flierich Fliericher Kirchplatz 1 Karte              |              | Mitte des 19. Jh                  | 07.01.1988       | 35              |
| weitere Bilder | Wohnhaus | Flierich Fliericher Kirchplatz 2 Karte              |              | nach 1851                         | 07.01.1988       | 36              |
| BW | Wohnhaus | Flierich Fliericher Kirchplatz 7 Karte              |              | 19. Jh.                           | 13.01.1988       | 37              |
| BW | Wohnhaus | Flierich Fliericher Kirchplatz 8 Karte              |              | 19. Jh.                           | 13.01.1988       | 38              |
| BW | Hof | Sinnerstraße 1 Karte                                |              | 18. Jh.                           | 13.01.1988       | 39              |
| BW | Wohn- und Geschäftshaus                                                                                             | Flierich Fliericher Kirchplatz 6 Karte              |              | nach 1851                         | 13.01.1988       | 40              |
| BW | Kotten | Röhrberg 5 Karte                                    |              | 1778                              | 13.01.1988       | 41              |
| BW | Hofanlage | Kamener Straße 40 Karte                             |              | 1848                              | 13.01.1988       | 42              |
| BW | Hof | Sinnerstraße 2 Karte                                |              | 18. Jh. / Anfang des 19. Jh.      | 13.01.1988       | 43              |
| BW | Hof | Schattweg 11 Karte                                  |              | 19. Jh.                           | 15.01.1988       | 44              |
| BW | Hofanlage | Niederhofer Weg 2 Karte                             |              | Ende des 18. / Anfang des 19. Jh. | 18.01.1988       | 45              |
| weitere Bilder | Wohnhaus mit Arztpraxis                                                                                             | Bahnhofstraße 40 Karte                              |              | 1925                              | 18.01.1988       | 46              |
| BW | Hofanlage | Hagenweg 7 (ehemals Kettinghauser Weg 28) Karte     |              | Mitte 19. Jh.                     | 18.01.1988       | 47              |
| weitere Bilder | ehemaliges Bahnhofsgebäude (mit Bahnsteigüberdachung)                                                               | Lenningsen Birkenweg 16 (ehemals Nr. 2) Karte       |              | 19. Jh.                           | 18.01.1988       | 48              |
| | Ensemble | Kamener Straße 19/21, 25, 27/29                     |              | Anfang des 19. Jh.                | 25.01.1988       | 49              |
| BW | Hof und Speicher, Hof von 1832                                                                                      | Heidestraße 3 Karte                                 |              | 1832                              | 25.01.1988       | 50              |
| weitere Bilder | Gut Binkhoff | Am Telgenbusch 40 (ehemals Nr. 17) Karte            |              | 18. Jh.                           | 25.01.1988       | 51              |
| weitere Bilder | ehemaliger Hof | Dorfstraße 11 Karte                                 |              | 1872                              | 25.01.1988       | 52              |
| BW | Hof | Fröndenberger Straße 49 Karte                       |              | 1793                              | 25.01.1988       | 53              |
| BW | Ensemble | Kamener Straße 23 Karte                             |              | Anfang des 19. Jh.                | 22.02.1988       | 54              |
| weitere Bilder | Gut Lettenbruch | Am Lettenbruch 5 Karte                              |              | 19. Jh.                           | 02.05.1988       | 55              |
| BW | Heuerlingshaus | Lenningser Straße 19 Karte                          |              | 1846                              | 02.05.1988       | 56              |
| BW | Torhaus | Lenningser Straße 17 Karte                          |              | 1890                              | 08.02.1990       | 59              |
| BW | Wohnhaus | Witheborgstraße 4 Karte                             |              | 1845                              | 08.02.1990       | 60              |
| BW | Wohnhaus | Kamener Straße 51 Karte                             |              | Ende des 18. / Anfang des 19. Jh. | 08.02.1990       | 61              |
| weitere Bilder | Bauernhaus | Am Telgenbusch 51 Karte                             |              | 1893                              | 12.02.1990       | 62              |
| weitere Bilder | Förderturm über Schacht 4 der Zeche Königsborn 3/4; 1928 von Architekt Alfred Fischer (Essen)                       | Alfred-Fischer-Platz 1 (ehemals Zechenstraße) Karte |              | 1928                              | 27.02.1990       | 63              |
| BW | Hofhaus 1864; Scheune 1877                                                                                          | Schmerhöfeler Weg 3 Karte                           |              | 1864 / 1877                       | 01.10.1990       | 64              |
| weitere Bilder | Hofanlage: Hofhaus (ohne massiven Stallvorbau) 1748; Fachwerkscheune 1831; Fachwerkstall (ohne massiven Anbau) 1891 | Disselstraße 6 Karte                                |              | 1748 / 1831 / 1891                | 01.10.1990       | 65              |
| BW | Bauernhaus (ohne Nebengebäude)                                                                                      | Lindenplatz 18 (ehemals Heidestraße 1) Karte        |              | 19. Jh.                           | 08.10.1990       | 66              |
| [[Vorlage:Bilderwunsch/code!/C:51.5692559,7.7760367!/D:Hofgebäude (Wohn-Wirtschaftsgebäude) ohne nachträgliche Anbauten und ohne Nebengebäude von 1763, Auf dem Hachenei 6!/\|BW]] | Hofgebäude (Wohn-Wirtschaftsgebäude) ohne nachträgliche Anbauten und ohne Nebengebäude von 1763                     | Auf dem Hachenei 6 Karte                            |              | 1763                              | 08.10.1990       | 67              |
| BW | Bauernhaus ohne Anbauten                                                                                            | Fröndenberger Straße 22 Karte                       |              | 1845                              | 08.10.1990       | 68              |
| | Kriegerdenkmal zum Ersten Weltkrieg                                                                                 | Flierich Evangelischer Friedhof Flierich            |              | 1920/1925                         | 08.12.1997       | 69              |
| BW | Kriegerdenkmal | Flierich Fliericher Kirchplatz Karte                |              | 1866/1870                         | 08.12.1997       | 70              |
| weitere Bilder | römisch-katholische Kirche St. Bonifatius                                                                           | Bahnhofstraße 18 Karte                              |              | 1959/1960                         | 17.12.2020       | 71              |

## Ehemalige Denkmäler
| Bild | Bezeichnung                                          | Lage                       | Beschreibung | Bauzeit        | Eingetragen seit                | Denkmal- nummer |
| --- | ---------------------------------------------------- | -------------------------- | --- | -------------- | ------------------------------- | --------------- |
| [[Vorlage:Bilderwunsch/code!/C:51.6074929,7.7481981!/D:Kleiner Hof (gelöscht), Im Fuchsbau 4!/\|BW]]               | Kleiner Hof (gelöscht)                               | Im Fuchsbau 4 Karte        | | 1880           | 08.04.1987 gelöscht: 10.09.1992 | 29              |
| [[Vorlage:Bilderwunsch/code!/C:51.618235,7.7298042251724!/D:Gräfteanlage (gelöscht), Schmerhöfeler Weg 2!/\|BW]]   | Gräfteanlage (gelöscht)                              | Schmerhöfeler Weg 2 Karte  | Unter der Nummer A 30 wurde ursprünglich die Gräfteanlage Schmerhöfeler Weg 2 geführt. Da es sich hierbei jedoch um ein Bodendenkmal handelt, ist die Gräfteanlage bei den Bodendenkmälern unter der Nummer B 2 gelistet, siehe dazu die Liste der Bodendenkmäler in Bönen. |                | 22.05.1987                      | 30              |
| [[Vorlage:Bilderwunsch/code!/C:51.5827865,7.7470323!/D:Hofanlage (gelöscht), Lenningser Straße 21!/\|BW]]          | Hofanlage (gelöscht)                                 | Lenningser Straße 21 Karte | | 1879/1880      | 13.08.1987 gelöscht: 08.12.1997 | 31              |
| | Ensemble errichtet Anfang 19. Jahrhundert (gelöscht) | Kamener Straße 31/33       | Von dem ursprünglich eingetragenen Ensemble ist lediglich das Gebäude Kamener Str. 31/33 am 02.02.2011 aus der Denkmalliste gelöscht worden. | Anfang 19. Jh. | 25.01.1988 gelöscht: 02.02.2011 | 49              |
| [[Vorlage:Bilderwunsch/code!/C:51.5738776,7.8066226!/D:Fachwerkspeichergebäude (gelöscht), Auf der Horst 1!/\|BW]] | Fachwerkspeichergebäude (gelöscht)                   | Auf der Horst 1 Karte      | | 1842           | 26.05.1989 gelöscht: 21.02.1994 | 57              |
| [[Vorlage:Bilderwunsch/code!/C:51.59641865,7.7364887272078!/D:Hof (gelöscht), Hammer Straße 15!/\|BW]]             | Hof (gelöscht)                                       | Hammer Straße 15 Karte     | | 1765           | 03.10.1989 gelöscht: 19.04.1990 | 58              |